# Mindaugas
Mindaugas (polsky Mendog, bělorusky Міндоўг, Mindoug; okolo 1203 – 12. září 1263) byl litevským velkoknížetem a od roku 1253 králem. Je považován za prvního známějšího vládce Litvy, kterému se podařilo sjednotit dosud politicky nejednotné území obývané Litevci a částečně také Žmuď.
V letech 1238–1240 okamžitě využil oslabení ruských knížectví tatarskými vpády a připojil tzv. Černou Rus na horním toku Němenu a Polock (trvalou součástí litevského státu se polocké knížectví stalo roku 1307). Aby odvrátil hrozící protilitevskou koalici řádu německých rytířů, podmaněných žmuďských knížat a Jotvingů, která se začala formovat z popudu haličsko-volyňského knížete Daniila, souhlasil Mindaugas s přijetím křesťanství. Poté ho roku 1253 nechal papež Inocenc IV. korunovat litevským králem (povolení dáno dne 17. července 1251) a na Litvě bylo zřízeno katolické biskupství. Král odstoupil Žmuď řádu německých rytířů a Černou Rus knížeti Daniilovi. Tento stav však neměl dlouhého trvání. Jakmile se řád pokusil převzít Žmuď do své moci, utrpěl roku 1260 těžkou porážku u Durbe.
Poté Mindaugas zcela změnil svoji dosavadní politickou orientaci. Přerušil veškeré kontakty s německými rytíři a papežstvím a vrátil se k pohanským kultům. Roku 1262 uzavřel mírovou smlouvu a spojenectví s velikým knížetem vladimirským Alexandrem Něvským, namířené proti rozpínavosti řádu v Livonsku. V koordinaci s Rusy podnikl tažení do Livonska. Zatímco se Rusové s pomocí litevských oddílů zmocnili Dorpatu (dnešní Tartu) a vyplenili ho, Mindaugasovo vojsko se neúspěšně pokusilo dobýt Wenden (dnešní Césis), sídlo livonské větve řádu německých rytířů. Roku 1263 byl v důsledku spiknutí zavražděn a jeho syn spolupráci s Rusy ukončil.